# United Trash
United Trash ist ein Film aus dem Jahr 1996 von Christoph Schlingensief über ein UNO-Camp in Afrika, dessen schwulen UNO-General (Udo Kier), die Geburt des neuen Messias Peter Panne und Afrikas Angriff auf die USA mittels Hitlers V2-Rakete.

## Handlung
Ein schwuler deutscher UNO-General (Udo Kier) geht mit seiner Frau (Kitten Natividad) nach Afrika und schenkt dem dortigen Diktator eine V2-Rakete von Adolf Hitler, der damit an Heiligabend den amerikanischen Präsidenten töten will. Seine Frau, mit der er noch nie geschlafen hat, hat ein Verhältnis mit einem wegen Kindesmissbrauch exkommunizierten österreichischen Bischof, und bekommt von diesem Bischof ein Kind mit dem Namen Jesus Peter Panne, das schwarz und der Erlöser ist. Jesus Peter Panne bekommt von der Mutter eine Murmel geschenkt, die es sich in die Nase steckt, worauf er an dieser zu ersticken droht. Daraufhin holt die Mutter eine Stricknadel und versucht, die Murmel zu entfernen. Währenddessen kommt der Uno-General zu früh von einer Preisverleihung zurück, die Mutter rammt die Nadel in den Kopf von Peter Panne, und infolgedessen muss dieser in ein Krankenhaus eingeliefert werden. Dort wird er von einem Arzt operiert, der von Dr. Mengele ausgebildet wurde, und behält nach der Operation eine riesige Vagina auf dem Kopf zurück, aus der es stark dampft und zischt. Der Diktator, der bisher nur mit Schwarzen als Raketenantrieb experimentiert hat, indem er den Schwarzen unten in die Rakete gelegt, mit Benzin übergossen und angezündet hat und damit nur mäßig erfolgreich war, benutzt hierfür nun den Messias und es gelingt ihm nunmehr tatsächlich, an Heiligabend nach Amerika zu fliegen und den amerikanischen Präsidenten zu töten.

## Kritiken
- FISCHER FILM ALMANACH: „Mit Kitten Natividad, dem Busenstar aus Russ-Meyer-Filmen, erfüllt sich der Regisseur einen Jugendtraum. Beneidenswert.“

- TIP BERLIN: „Ideen- und Bildersalat, Geräusch- und Musiktortur lassen keine Hoffnung mehr zu, weder auf einer politischen noch auf einer ästhetischen Ebene... ‚United Trash‘ trifft das totale Versagen der Vereinten Nationen 100%ig auf den Kopf! Ein prophetischer Film, der sich mit nichts vergleichen lässt, was es sonst noch zu diesem Thema im Kino geben mag.“[1]

- SPIELFILM.DE: „United Trash ist eine chaotische Mischung aus Musical und Sexklamotte, aus Agitproptheater, Comicstrip und Actionfilm, mit dem sich Schlingensief ein weiteres Mal den filmischen Konventionen verweigert.“[2]